# Octogesima adveniens

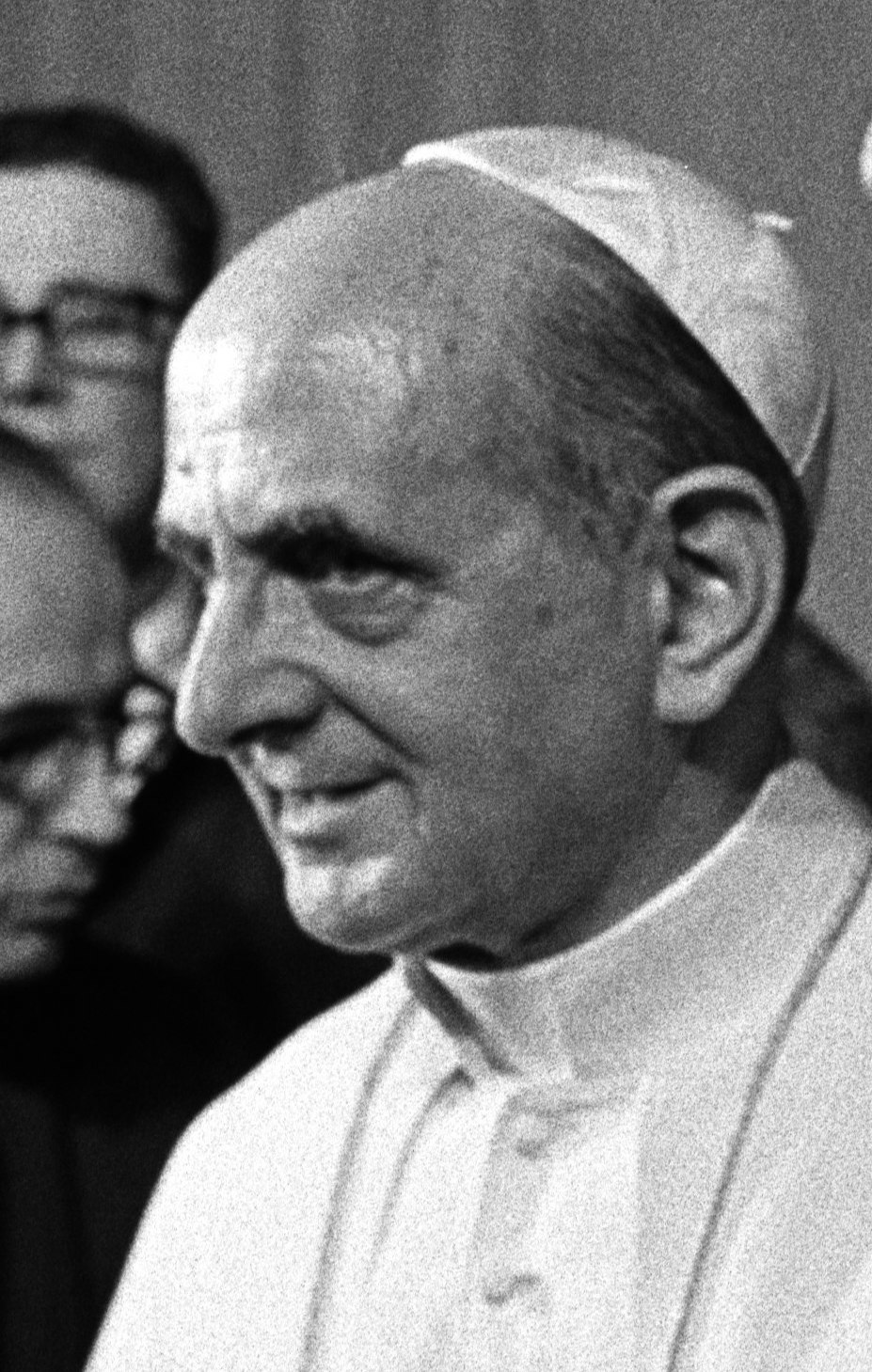
Papa Paolo VI nel 1967

Octogesima adveniens (L'ottantesimo anniversario) è l'incipit della lettera apostolica del 14 maggio 1971 indirizzata da papa Paolo VI al cardinale Maurice Roy, presidente del Pontificio Consiglio per i Laici e del Pontificio Consiglio della Giustizia e della Pace, in occasione dell'ottantesimo anniversario dell'enciclica di papa Leone XIII Rerum novarum. Generalmente conosciuto come Un invito all'azione nell'ottantesimo anniversario della Rerum novarum, tratta temi come la garanzia dei fondamenti democratici nella società.

## Contenuto
Octogesima adveniens commemora l'ottantesimo anniversario di Rerum novarum. Papa Paolo discute il ruolo dei singoli cristiani e delle chiese locali nel rispondere alle situazioni di ingiustizia. In questo segue Pio XI, che emise l'enciclica sociale del 1931 Quadragesimo anno (Nel quarantesimo anno). Papa Giovanni Paolo II avrebbe fatto altrettanto nel suo Centesimus annus (Il centesimo anno), del 1991.
Disuguaglianze flagranti esistono nello sviluppo economico, culturale e politico delle nazioni: mentre alcune regioni sono fortemente industrializzate, altre sono ancora in fase agricola; mentre alcuni paesi godono di prosperità, altri stanno lottando contro la fame; mentre alcuni popoli hanno un alto livello di cultura, altri sono ancora impegnati nell'eliminazione dell'analfabetismo.
Le sezioni da 8 a 21 affrontano particolari preoccupazioni sociali, in particolare l'effetto di una maggiore urbanizzazione: «È prestata sufficiente attenzione alla sistemazione e al miglioramento della vita delle persone di campagna, la cui situazione economica inferiore e talvolta miserabile provoca la fuga verso le infelici condizioni di affollamento delle periferie urbane, dove né l'occupazione né l'alloggio li attende?».

### Un invito all'azione
Nella sua enciclica del 1967, Populorum progressio (Lo sviluppo dei popoli), papa Paolo aveva detto  che «... i laici devono considerare il loro compito di migliorare l'ordine temporale. Mentre la gerarchia ha il ruolo di insegnare e interpretare autorevolmente le leggi morali e i precetti che si applicano in questa materia, i laici hanno il dovere di usare la propria iniziativa e di agire in questo campo - senza aspettare passivamente direttive e precetti da parte di altri». Egli ribadisce questo in Octogesima adveniens: «Ognuno esamini se stesso, per vedere ciò che ha fatto fino ad ora e ciò che dovrebbe fare: non basta ricordare i principi, stabilire intenzioni, indicare l'ingiustizia che grida e proferire denunce profetiche; queste parole mancheranno di peso reale se non sono accompagnate per ogni individuo da una più vivace consapevolezza della responsabilità personale e da un'azione efficace».
Il papa nota che il socialismo può sembrare avere molto in comune con la fede cristiana ed è facile idealizzarlo come volontà di giustizia, solidarietà ed eguaglianza», ma dice che sarebbe «illusorio e pericoloso» accettare l'analisi marxista «mancando di rilevare il tipo di società totalitaria e violenta a cui questo processo conduce». Egli ribadisce peraltro quanto stabilito da Pio XI nella sua Divini Redemptoris, e cioè l'impossibilità di una collaborazione col comunismo, "intrinsecamente perverso", smentendo così le interpretazioni di segno opposto date da taluni riguardo la Pacem in terris di Giovanni XXIII e la Populorum Progressio dello stesso Paolo VI.
La lettera è uno dei primi documenti del magistero a menzionare esplicitamente il tema della conservazione dell'ambiente. Sottolineando la dottrina ecclesiale per la quale i beni della Terra sono dedicati a tutti gli uomini (n.43), Paolo VI critica le pratiche moderne di sfruttamento della natura. Ogni proprietà, compresi i doni della natura, si basa sul principio dell'uso comune (usus communis), dal quale non deve essere escluso alcun essere umano, dice la lettera. A differenza dell'enciclica Rerum novarum di Leone XIII, Paolo VI estende questo postulato anche riguardo all'ambiente naturale e sottolinea la responsabilità per le generazioni future (n.47). In tal modo, Octogesima adveniens anticipa i motivi centrali del principio di sostenibilità.